# Stargate (aparell)
L'Stargate (en català, Porta Estel·lar) és un dispositiu fictici que apareix de forma recurrent en la sèrie televisiva Stargate SG-1 i en les seves sèries seqüela i paral·leles Stargate Atlantis i Stargate Universe. És, de fet, la principal motivació de l'emissió. Al llarg de la sèrie, es descobreix que aquest aparell alienígena va ser construït per una raça extraterrestre anomenada «els Antics», i que serveix per viatjar entre dos planetes distants a través d'un forat de cuc de forma gairebé instantània. És un anell metàl·lic d'uns 6,7 metres de diàmetre i 29.000 kg de pes. Està construït en un material quarsós anomenat Naquadah que és d'origen extraterrestre. El stargate de la galàxia Via Làctia, té un anell interior que gira, dividit en 39 seccions amb uns panells direccionals, que són símbols o jeroglífics els quals representen 38 constel·lacions i un punt d'origen, diferent per a cada Stargate. Per la seva banda, el de Pegàs consta només de 36 símbols, a causa possiblement el menor mida d'aquesta galàxia enfront de la Via Làctia. En aquest stargate, la roda interior no gira, simplement s'il·lumina mostrant el moviment del símbol marcat. Té a més nou panells o plafons (chevron en anglès), dels que s'usen 7 habitualment per marcar una destinació dins de la mateixa galàxia, i 8 per trucar a una porta en una altra galàxia. La utilitat del novè chevron és viatjar a les naus dels Antics en la sèrie Stargate Universe.

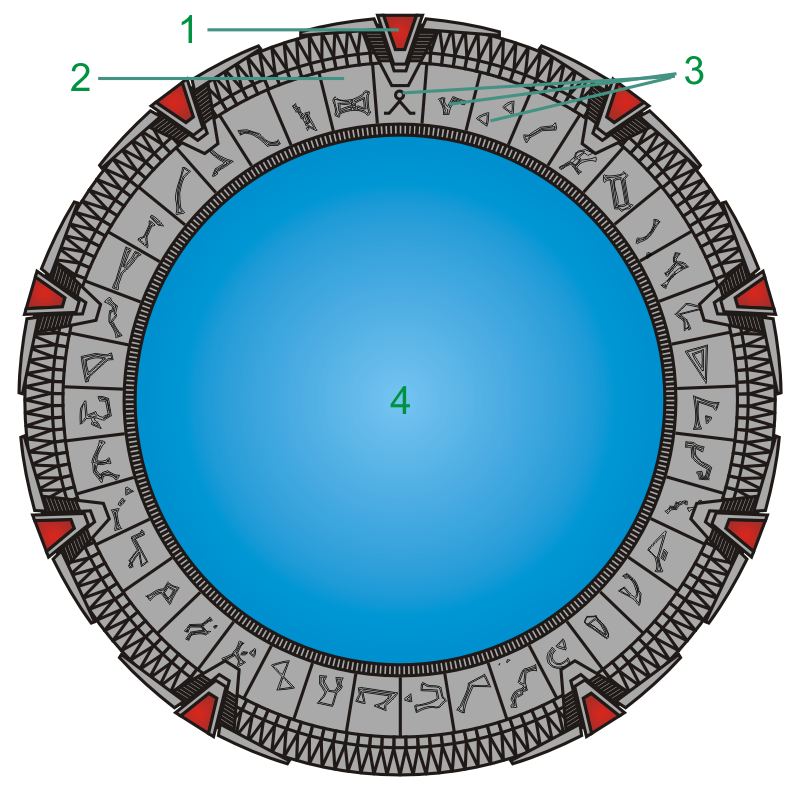
Dibuix de la Porta Estel·lar amb la llegenda. 1 - chevrons; 2 - anell d'adreces; 3 - símbols; 4 - vòrtex.

## Funcionament
El Stargate està construït amb Naquadah, ja que aquest element és capaç de manejar fàcilment les elevadíssimes quantitats d'energia per obrir un forat de cuc estable. Es comporta com un superconductor, i és capaç d'absorbir i emmagatzemar gairebé qualsevol tipus d'energia, que és després usada per obrir el forat. En condicions normals, un Stargate completament carregat pot estar activat 38 minuts o uns pocs segons més o menys.

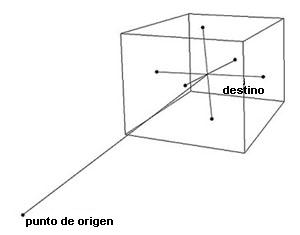
Funcionament del Stargate: sis punts determinen la coordenada de destinació, i el setè representa el punt d'origen.

Una destinació a la galàxia està marcada amb 7 punts, dels quals 6 determinen les coordenades tridimensionals de la destinació i el setè assenyala el punt d'origen. És possible afegir un símbol addicional entre el sisè i el setè que determina la galàxia de destinació, però només una font d'energia de la potència d'un ZPM és capaç de proporcionar les astronòmiques quantitats d'energia per trucar a una altra galàxia. Per marcar, es pot utilitzar un Sistema de Crida a Casa o un altre dispositiu de trucada, o, trucar de manera manual, girant l'anell interior fins que el símbol escollit estigui sota del chevron principal. Al cap d'uns segons quiet, el símbol serà seleccionat de manera automàtica.
Quan es marca una direcció, l'Stargate d'origen intenta contactar amb el de destinació, i en cas que aquest ho accepti, obre un forat de cuc a través del subespai. Aquest forat només permet transportar matèria en sentit unidireccional, de l'origen a la destinació, però permet que les ones electromagnètiques i l'energia viatgin en sentit bidireccional.
Un Stargate no transporta els objectes immediatament. En el seu lloc, crea una bombolla subespacial que serveix d'emmagatzematge temporal. Només quan l'objecte ha travessat completament l'horitzó d'esdeveniments i entrat a la bombolla, l'Stargate d'origen desintegra l'objecte, enviant a través del forat la matèria i la forma de com reconstruirla. El Stargate de destinació rep la matèria i l'emmagatzema en uns vidres, fins que li arriba tota la matèria. En aquest moment, reconstrueix l'objecte, que surt de l'horitzó resultant amb la mateixa velocitat i direcció amb la que va entrar.

## Stargate de la Via làctia
Els stargate de la Via Làctia tenen 39 símbols inscrits en un anell interior. A la pel·lícula original de Stargate, aquest anell interior rotaba fins que el símbol marcat s'alineava amb el chevron apropiat de la seqüència, moment en el qual l'anell s'aturava i el chevron se separava i retreia indicant que estava marcat. La porta continuava amb aquest procés fins a marcar la seqüència completa. A la sèrie de televisióStargate SG-1la seqüència és similar, excepte que tots els símbols són marcats pel setè chevron (el més alt), que és l'únic chevron que es mou, mentre que els altres chevron només s'il·luminen amb llum vermella quan el seu símbol en la seqüència és marcat. (La pel·lícula es diferencia lleugerament de la sèrie en què el chevron més alt té un disseny diferent i cap dels chevron s'encén.)
Amb 38 símbols, la xarxa de stargate de la Via Làctia té 1.987.690.320 possibles adreces de 7 símbols. No obstant això, ja que només una petita fracció d'aquestes conformen destinacions vàlids, marcar aleatòriament és en gran manera inútil. Si la persona que truca no coneix el símbol de punt d'origen, llavors hi ha moltes més combinacions possibles.
Com que la porta de la Terra es va trobar sense un DHD, la comanda Stargate desenvolupar la tecnologia per comunicar-se amb el porta amb la finalitat de proporcionar energia i marcar direccions per mitjà d'ordinadors. Al contrari que un DHD, aquesta versió és essencialment un marcat manual de tal manera que el sistema mou físicament l'anell interior per marcar la direcció. Quan es diu des d'un DHD els símbols es marquen automàticament, per la qual cosa el marcat des d'un DHD és molt més ràpid. No obstant això, l'ordinador de marcat del SGC té l'avantatge de controlar l'accés al stargate i emmagatzemar les adreces, mentre que un DHD pot ser usat per qualsevol i no té cap llista d'adreces.

## Símbols

### Símbols a Guiza

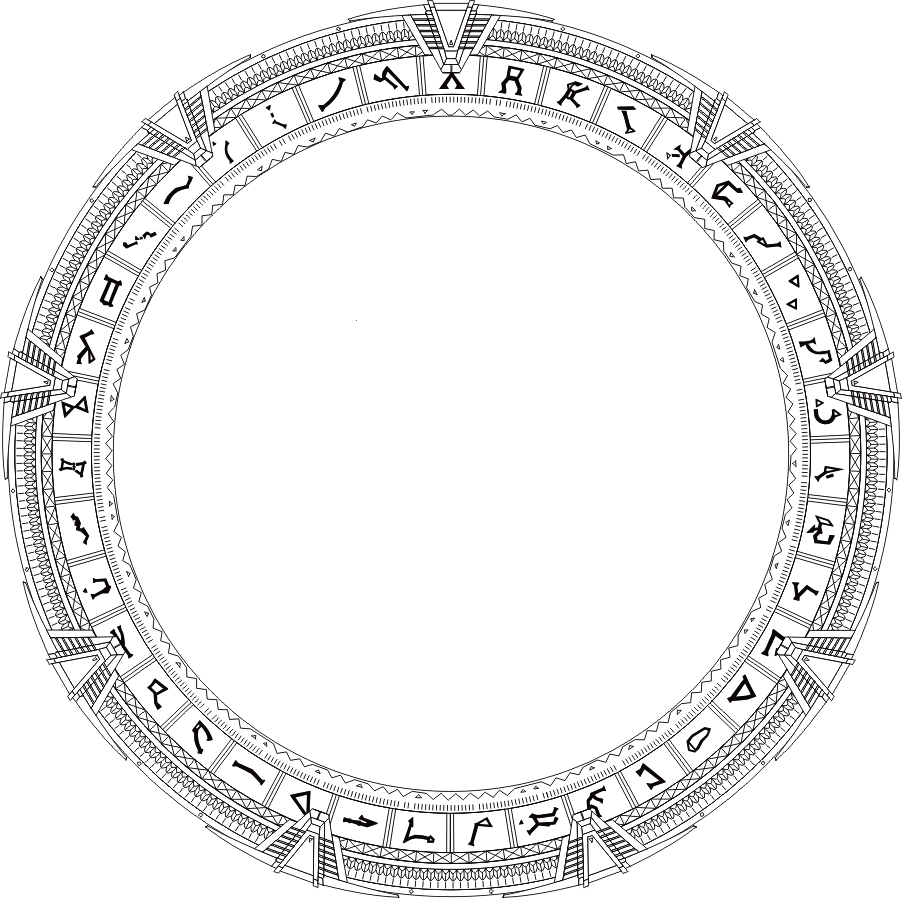
Diagrama esquemàtic d'un stargate de la Via Làctia

Com s'esmenta en la pel·lícula original, els símbols del stargate de Guiza es corresponen a les constel·lacions tal com es veuen des de la Terra, exceptuant al símbol del punt d'origen. En l'últim capítol de la setena temporada deSG-1, titulat " Lost City", es revela que cada símbol es correspon amb una síl·laba en l'idioma dels Antics, de manera que les adreces de la porta poden ser pronunciades.
| Posició | Símbol           | Constel·lació    | Posició | Símbol           | Constel·lació    | Posició | Símbol    | Constel·lació          |
| ------- | ---------------- | ---------------- | ------- | ---------------- | ---------------- | ------- | --------- | ---------------------- |
| 1       | Tauri            | Tauri *          | 14      | Microscopi       | Microscopi       | 27      | Taurus    | Taurus                 |
| 2       | Crater           | Crater           | 15      | Capricornus      | Capricornus      | 28      | Auriga    | Auriga                 |
| 3       | Verge            | Verge            | 16      | Piscis Austrinus | Piscis Austrinus | 29      | Eridanus  | Eridanus               |
| 4       | Bootes           | Bootes           | 17      | Equuleus         | Equuleus         | 30      | Orió      | Orió                   |
| 5       | Centaurus        | Centaurus        | 18      | Aquarius         | Aquarius         | 31      | Ca Menor  | Ca Menor               |
| 6       | Lliura           | Lliura           | 19      | Pegasus          | Pegasus          | 32      | Monoceros | Monoceros              |
| 7       | Serpens          | Serpens          | 20      | Sculptor         | Sculptor         | 33      | Gemini    | Gemini                 |
| 8       | Norma            | Norma            | 21      | Pisces           | Pisces           | 34      | Hydra     | Hydra                  |
| 9       | Scorpius         | Scorpius         | 22      | Andròmeda        | Andròmeda        | 35      | Lynx      | Lynx                   |
| 10      | Corona Australis | Corona Australis | 23      | Triangle         | Triangle         | 36      | Càncer    | Cancer                 |
| 11      | Scutum           | Scutum           | 24      | Àries            | Àries            | 37      | Sextans   | Sextans                |
| 12      | Sagittarius      | Sagittarius      | 25      | Perseus          | Perseus          | 38      | Leo Minor | Leo Minor              |
| 13      | Aquila           | Aquila           | 26      | Cetus            | Cetus            | 39      | Leo       | constel·lació del Lleó |

### Stargate de la galàxia Pegàs

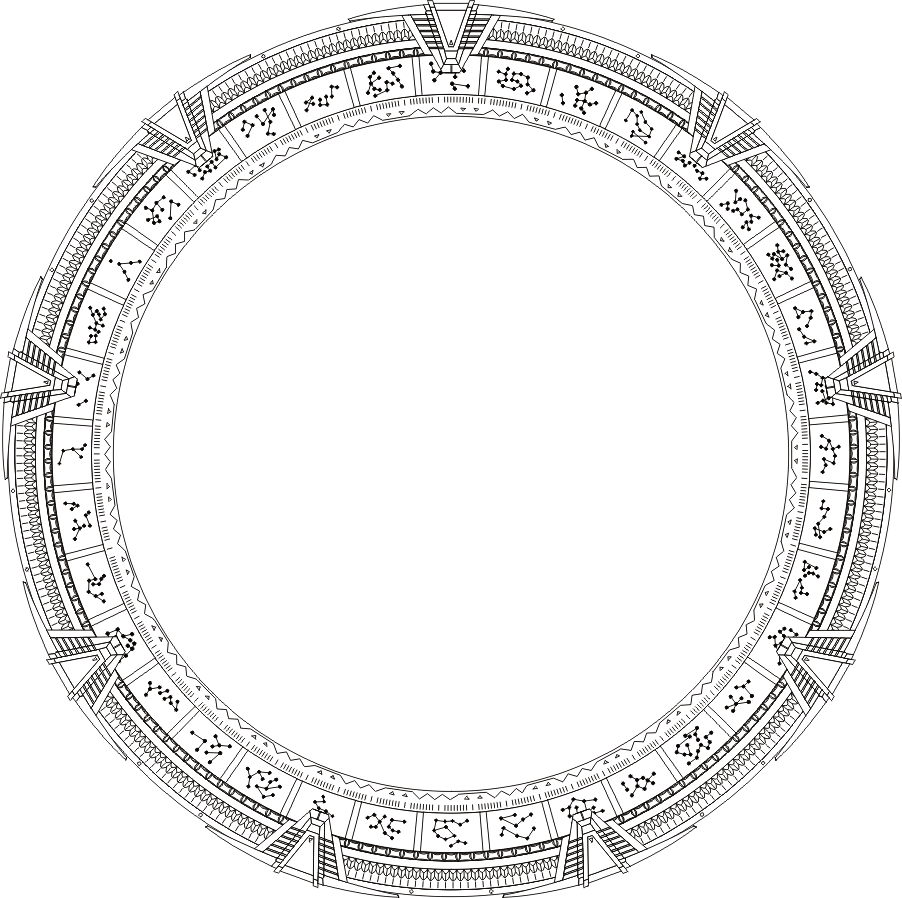
Diagrama esquemàtic d'un stargate de Pegasus.

A la sèrie Stargate Atlantis, derivada deSG-1, una expedició marca la direcció de 8 símbols         des del Comando Stargate per a viatjar a la Ciutat perduda d'Atlantis dels Antics, situada a la Galàxia Pegàs. Descobreixen que els Antics van sembrar de Stargate planetes repartits per tota la galàxia Pegàs, igual que van fer a la Via Làctia. Al contrari que la versió grisa i vermella de la Via Làctia, els stargate de Pegasus tenen una combinació d'or brillant i color blau. Funcionalment, els stargate de Pegasus difereixen en el fet que l'anell interior no es mou. En canvi, els símbols parpellegen seguint un patró circular fins a arribar als punts corresponents. Això fa que el marcatge manual dels stargate de Pegasus sigui impossible. El disseny alternatiu dels stargate de la galàxia Pegàs és una de les moltes coses que els productors de les sèries fan servir per diferenciar entreSG-1 i Atlantis.
Una altra diferència important entre les dues formes de stargate és que les portes de Pegàs tenen preferència sobre les portes de la Via Làctia quan s'hagin properes, això es pot deure al fet que les portes de Pegàs són un model més nou, sent creades després que dels Antics abandonessin la Via Làctia. Això es demostra en l'episodi final de Stargate Atlantis titulat Enemy at the Gate, on un superrusc Wraith porta a les proximitats de la Terra una porta de Pegàs, de manera que intercepta qualsevol viatger d'entrada i bloqueja l'ús del stargate de la Terra.
Els stargate de Pegàs tenen 36 símbols al contrari que els de la Via Làctia, que té 39. Es necessiten set símbols per marcar una adreça interplanetària, tenint les mateixes dificultats que les portes de la Via Làctia. Amb 35 símbols, la Xarxa de Stargate de la galàxia Pegasus té 1.168.675.200 (35 × 34 × 33 × 32 × 31 × 30) direccions possibles de 7 símbols.
El stargate d'Atlantis és l'únic de la galàxia Pegàs capaç de trucar a stargate de la Via Làctia. Això és a causa d'un "cristall de control" especial del DHD d'Atlantis, sense el qual un stargate de Pegàs no pot marcar els seus vuit chevron. Aquest vidre no té un ús restringit per a cap stargate en particular, de manera que en l'episodi "Home" de Stargate Atlantis, el vidre va ser temporalment tret i instal·lat pel doctor McKay dins d'un DHD "normal" del planeta M5S-224.
Alguns stargate de Pegàs estan localitzats en òrbita geosíncrona al voltant del planeta (anomenats de vegades "spacegates") en comptes de a la seva superfície, cosa que mai s'ha vist a la Via Làctia. Les naus com ara els Puddle Jumper i les naus Dardo Wraith estan dissenyades per passar a través de l'stargate, tenint al seu interior un DHD. Els stargate orbitals es mantenen en el seu lloc gràcies a tres propulsors situats equidistant al voltant de la circumferència. Com es va veure en l'episodi "Ghost in the Machine" de la cinquena temporada d'Atlantis, aquests propulsors corregeixen els impactes fortuïts que arribin a la porta com un xoc d'un Puddle Jumper contra ella.

### Símbols a Atlantis
Els símbols que apareixen en la porta d'Atlantis es corresponen novament amb les constel·lacions, encara que en aquest cas les constel·lacions són fictícies. Els símbols d'Atlantis tenen nom, com es veu en una foto de l'ordinador portàtil de McKay en l'episodi "Sateda".
| Posició | Símbol  | Constel | Posició | Símbol                              | Constel                             | Posició | Símbol  | Constel |
| ------- | ------- | ------- | ------- | ----------------------------------- | ----------------------------------- | ------- | ------- | ------- |
| 1       | 1       |         | 13      | 13                                  |                                     | 25      | 25      | Rdehi   |
| 2       | 2       |         | 14      | 14                                  |                                     | 26      | 26      |         |
| 3       | Alura   | Alura   | 15      | 15                                  |                                     | 27      | 27      |         |
| 4       | 4       |         | 16      | 16                                  |                                     | 28      | 28      |         |
| 5       | 5       |         | 17      | 17                                  |                                     | 29      | 29      |         |
| 6       | Ecrumig | Ecrumig | 18      | 18                                  |                                     | 30      | 30      |         |
| 7       | 7       |         | 19      | Pujat (punt d'origen de Altantis) * | Pujat (punt d'origen de Altantis) * | 31      | 31      |         |
| 8       | 8       |         | 20      | Salma                               | Salma                               | 32      | Gilltin | Gilltin |
| 9       | 9       |         | 21      | 21                                  |                                     | 33      | 33      |         |
| 10      | 10      |         | 22      | 22                                  |                                     | 34      | 34      |         |
| 11      | 11      |         | 23      | 23                                  |                                     | 35      | 35      |         |
| 12      | Arami   | Arami   | 24      | 24                                  |                                     | 36      | 36      |         |

## Tipus de Stargate
Els Antics colonitzar diverses galàxies, i fins ara s'han observat dos estils diferents de Stargate, dels que ara es marcaran les seves diferències:
- El del tipus de la galàxia Via Làctia és l'estil de stargate més antic vist fins ara, és de color gris roca, té 39 símbols (dels quals 38 pertanyen a constel·lacions de la Via Làctia i un a punt d'origen) i es representen de forma esquemàtica, els seus chevron s'il·luminen en color vermell ataronjat, té una roda interna que ha de girar fins que el símbol arribi al chevron desitjat, parant fixant el símbol i girant en sentit contrari per arribar al següent, a causa d'això la velocitat de marcat és reduïda.
  - Els habitants de Tollan, després de ser reubicats en col·laboració amb els Nox, van crear el seu propi Stargate per al nou planeta. La seva estructura és similar a la dels Stargate de la Via Làctia, però el seu color i forma més estilitzades suggereixen un disseny similar als Stargate de la galàxia Pegàs.
- El del tipus de la galàxia Pegàs és un estil més nou de stargate, és de color gris clar blavós en un to més metal·litzat, té 36 símbols (dels quals 35 pertanyen a constel·lacions de Pegàs i un al punt d'origen) i apareixen representats com constel·lacions (punts units per línies), els seus chevron s'il·luminen en color blau clar, té una roda interna que no gira, simplement els símbol es van il·luminant a través d'ella fins a arribar al chevron corresponent on es marca ràpidament, això es dona a gran velocitat, i com a més per marcar el símbol següent el procés no s'atura, el marcatge és molt més ràpid que en la Via Làctia, encara que fa impossible el marcatge manual (amb marcatge manual es refereix al fet que en certes ocasions en la sèrie s'ha vist girar la roda amb els chevron per marcar a un planeta, amb els stargate de Pegàs això seria impossible, ja que el sistema de travat dels chevron no és "mecànic" sinó "digital").

## Problemes amb el Stargate
Encara que els Stargate compten amb nombroses mesures de seguretat que eviten que, per exemple, l'aigua o l'aire puguin passar a través d'ells, no són perfectes. Compten amb un protocol que permet informar d'uns 400 codis d'error, encara que el Comando Stargate, pel fet que no tenen un Sistema de Crida a Casa i van haver de construir la seva pròpia interfície per comunicar els ordinadors terrestres amb el Stargate, només és capaç de processar uns 200. Això els ha portat a patir alguns problemes.
Un Stargate pot patir una sobrecàrrega mentre està obert, en aquest cas el forat pot saltar a un altre Stargate proper al de destinació. Això va ser el que va permetre a Jack O'Neill i Samantha Carter descobrir l'existència de l'Stargate de l'Antàrtida.
També pot passar que un forat es tanqui quan hi ha un objecte a mitjan camí. En aquest cas, la matèria tornarà a l'univers normal en el punt en què es trobi. Pot ser enmig del buit o d'una estrella, però en qualsevol cas el resultat per a un ésser viu és fatal, no només perquè el medi pot ser incompatible amb la vida, sinó perquè la rematerialización és a nivell molt bàsic.
Una altra cosa que pot passar és que el Stargate de destinació rebi la matèria i la informació, però es tanqui abans de reintegrar, quedant emmagatzemada en els vidres. Si s'intenta tornar a obrir el Stargate, ja sigui trucant a un altre o rebent una trucada, la informació serà sobreescrit, perdent l'objecte per sempre. Teal'c va estar a punt de morir d'aquesta manera. És possible obrir un horitzó d'esdeveniments sense el forat de cuc corresponent, però per a això fa falta modificar el Sistema de Crida a Casa. El procés és perillós i pot destruir el mateix sistema de trucada.
(Vegeu també Sistema de Crida a Casa)

## Resistència del Stargate
S'ha observat al llarg dels anys que un stargate és capaç de resistir importants agressions, per exemple, han caigut meteorits en ell deixant intacte, ha entrat a l'interior d'una estrella aguantant un considerable període, ha caigut a l'oceà a gran velocitat en una nau en flames quedant també intacte, ha resistit importants sobrecàrregues des del forat de cuc o des de fora, ha resistit també nombrosos trets d'armes d'energia, ha aguantat l'ona expansiva d'una bomba de naquadaq i en una ocasió i amb l'ajuda d'un Prior Ori, va resistir una potentíssima bomba de naquadria (anomenada mark IX) destinada a destruir portes i va aguantar obert després de l'explosió aguantant les altíssimes temperatures. Aquesta gran resistència física, és una de les causes que molts dels stargate trobats no posseeixin Sistema de Crida a Casa, o el tinguin avariat, ja que en comparació amb els Stargate, aquests són veritablement fràgils.

## Tecnologies similars
Els anells de teletransport Goa'uld (un disseny d'origen antic) funcionen de manera similar, i encara que no gasten ni de lluny tanta energia, no són tan segurs. Per exemple, si seleccioneu dins de l'aigua, aquesta serà transportada. Quan hi ha objectes presents tant en l'anell d'origen com en el de destinació, intercanviaran les seves posicions. Al contrari que els Stargate, que transporten la matèria per una dimensió paral·lela, els anells ho fan a través del mateix univers, i és possible interceptar la transmissió a mitjan camí amb altres anells. Aquest invent està fet al contrari que el stargate per tele-transport en distàncies curtes, mai interestel·lar.
De la resta de races de la galàxia, només els tollans han demostrat la capacitat de construir un Stargate després de perdre el del seu planeta natal, encara que era més petit que els normals. A més, un antic anomenat Orlin va ser capaç de construir un mini-stargate amb fibra òptica, condensadors, i materials comprats a la Terra, però només era capaç de trucar a un destí per temps limitat abans de fondre's.
Va ser també creat un stargate gegant o superstargate pels Ori, aquesta porta estel·lar de 400 metres de diàmetre, està dissenyada per a ser travessada per naus espacials i ha de ser alimentada amb l'energia que només un forat negre és capaç de proporcionar.